# Brigadas da Revolução de 1920
As Brigadas da Revolução de 1920 (em árabe كتائب ثورة العشرين Kitā'ib Thawrat al-ʿIshrīn) foram um grupo miliciano sunita no Iraque, que incluiu ex-membros do exército iraquiano dissolvido. O grupo usou dispositivos explosivos improvisados e ataques armados contra as forças de ocupação dos Estados Unidos durante a Guerra do Iraque. Seu nome faz referência à revolta iraquiana de 1920.
Em 2014, estava ativamente envolvido na rede insurgente Conselho Militar Geral dos Revolucionários Iraquianos, particularmente em Fallujah.

## Atividades
As Brigadas da Revolução de 1920 descrevem seu objetivo como o de estabelecer um Estado iraquiano libertado e independente em uma base islâmica. Esteve ativo na área a oeste de Bagdá, nas regiões de Abu Ghraib, Khan Dari e Fallujah e nas províncias de Ninwi, Diyali e al-Anbar.

## História
A Brigada surgiu pela primeira vez em uma declaração de 16 de julho em que afirmava que as forças estadunidenses estavam sofrendo mais baixas do que o relatado.  Desde então, reapareceu periodicamente, inclusive em pichações em redutos insurgentes como Fallujah. Este grupo concentrou-se na atividade de guerrilha, ao invés do terrorismo, e era sensível às opiniões do clero muçulmano sunita estabelecido no Iraque (em contraste com grupos como Al-Tawhid Wal-Jihad). Entre as operações de grande repercussão incluem o sequestro do cidadão norte-americano Dean Sadek em novembro de 2004 (ele apareceu em dois vídeos de reféns, mas nunca foi encontrado) e o ataque bombista a sede da rede de televisão al-Arabiya em Bagdá em outubro de 2005.  Também derrubou vários helicópteros estadunidenses na região de Fallujah. 
Pouco se sabe sobre a liderança do grupo. Em 2 de janeiro de 2005, o Ministério da Defesa do Iraque informou que as forças de segurança iraquianas prenderam Hatim al-Zawba'i, a quem identificaram como comandante das Brigadas da Revolução de 1920. Em uma declaração emitida em 13 de fevereiro de 2006, o grupo prometeu "continuar a jihad até a libertação e a vitória ou [até que sejam] martirizados." 

### Divisão de organização
Em março de 2007, alguns de seus membros deixaram as Brigadas da Revolução de 1920 para formar o Hamas do Iraque.
Em um comunicado emitido em 18 de março de 2007, as Brigadas da Revolução de 1920 declararam que haviam se dissolvido em duas novas brigadas, a Conquista Islâmica e a Jihad Islâmica. A Conquista Islâmica tornou-se Hamas do Iraque e é o nome escolhido para seu braço militar. A Jihad Islâmica assumiu o nome de Brigadas da Revolução de Vinte, prometendo manter sua herança jihadista.